# Miguel Temboury
Miguel Temboury Redondo (Bruselas, 1 de abril de 1969) es un jurista español.

## Biografía
Hijo del conde de las Infantas y de la condesa de Labajos y nieto del falangista Onésimo Redondo.
Estudia la especialidad E-3 en la Universidad Pontificia de Comillas, que incluye la licenciatura en Derecho (obtenida en 1991) y en Ciencias Económicas y Empresariales (obtenida en 1992).
En 1996 consigue acceder al Cuerpo de Abogados del Estado (número 7 de su promoción, conocida como La Gloriosa). A partir de ese año ejerce como abogado del Estado en el Tribunal Superior de Justicia de Cataluña (1996-1998), en el Tribunal Superior de Justicia de la Comunidad de Madrid (1998-1999) y en la Dirección General de Seguros (1999-2000).
En 2000 ejerce como abogado del Estado-Jefe en la Secretaría de Estado de Economía, Energía y PYME, hasta que en 2001 es nombrado asesor para Consejo de Ministros dentro del Gabinete del vicepresidente segundo del Gobierno y ministro de Economía, Rodrigo Rato. En 2002 ocupa el cargo de director del Gabinete del Ministro del Interior, Ángel Acebes, donde gestiona con gran polémica los atentados del 11-M.
En 2004 pasa a la excedencia y se incorpora como socio en el Departamento de Derecho Administrativo y Sectores Regulados del Despacho Pérez-Llorca. En 2007 funda su propio despacho de abogados (Temboury Abogados) del que también es socio. Desde 2007 es presidente de la Corte de Arbitraje de la Cámara Oficial de Comercio e Industria de Madrid, cargo en el que es reelegido en 2011.
El 23 de septiembre de 2016 cesa como subsecretario de Economía y Competitividad.
En 2017, Barclays ficha a Temboury como asesor sénior.
Está casado con Sonia Corsini (hija de Miguel Corsini, presidente de Renfe en 2004), tiene tres hijas y es bilingüe en español y francés.

## Publicaciones
- La prueba de los contratos electrónicos en los distintos órdenes jurisdiccionales, Miguel Temboury Redondo, 2003, ISBN 84-9767-107-4 , págs. 485-518.
- La asistencia jurídica al estado en el siglo XXI: primer congreso de la Abogacía del Estado: Madrid, 16 y 17 de diciembre de 1999, Editorial Aranzadi, 2000, ISBN 84-8410-506-7, págs. 91-106.
- Preliminary Judgments, lis pendens and res iudicata in Arbitration Proceedings, ISBN 978-84-8126-590-3, págs. 1131-1145.